# سیدپور، اسلام‌آباد
سیدپور (به انگلیسی: Saidpur) یک روستا در پاکستان است که در اسلام‌آباد واقع شده‌است. سیدپور ۶۲۰ متر بالاتر از سطح دریا واقع شده‌است.